# 在良站

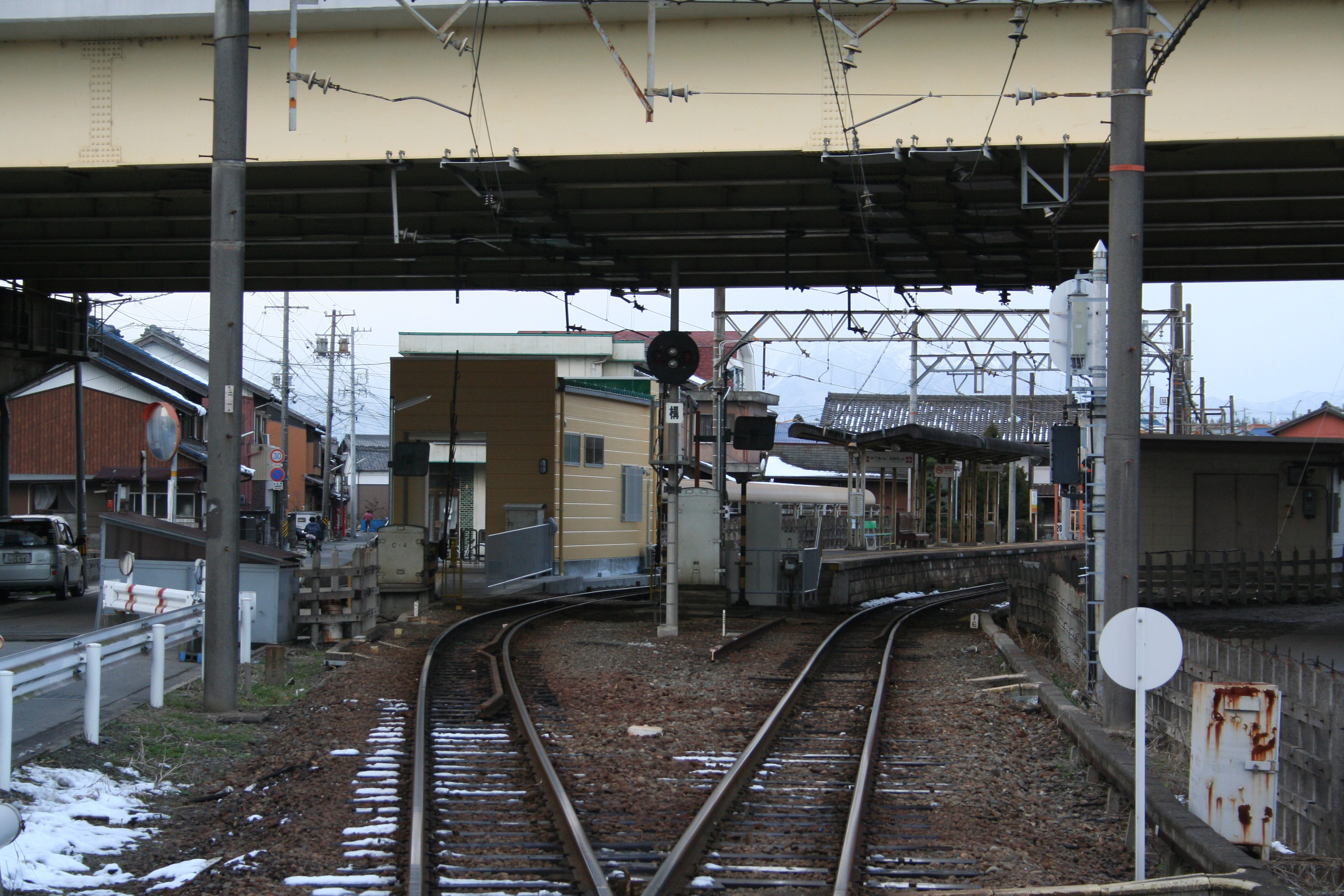
在良站內（望向西桑名）

在良站（日语：／ Ariyoshi eki */?）是位於三重縣桑名市大字額田字中繩，三岐鐵道的北勢線車站。

## 歷史

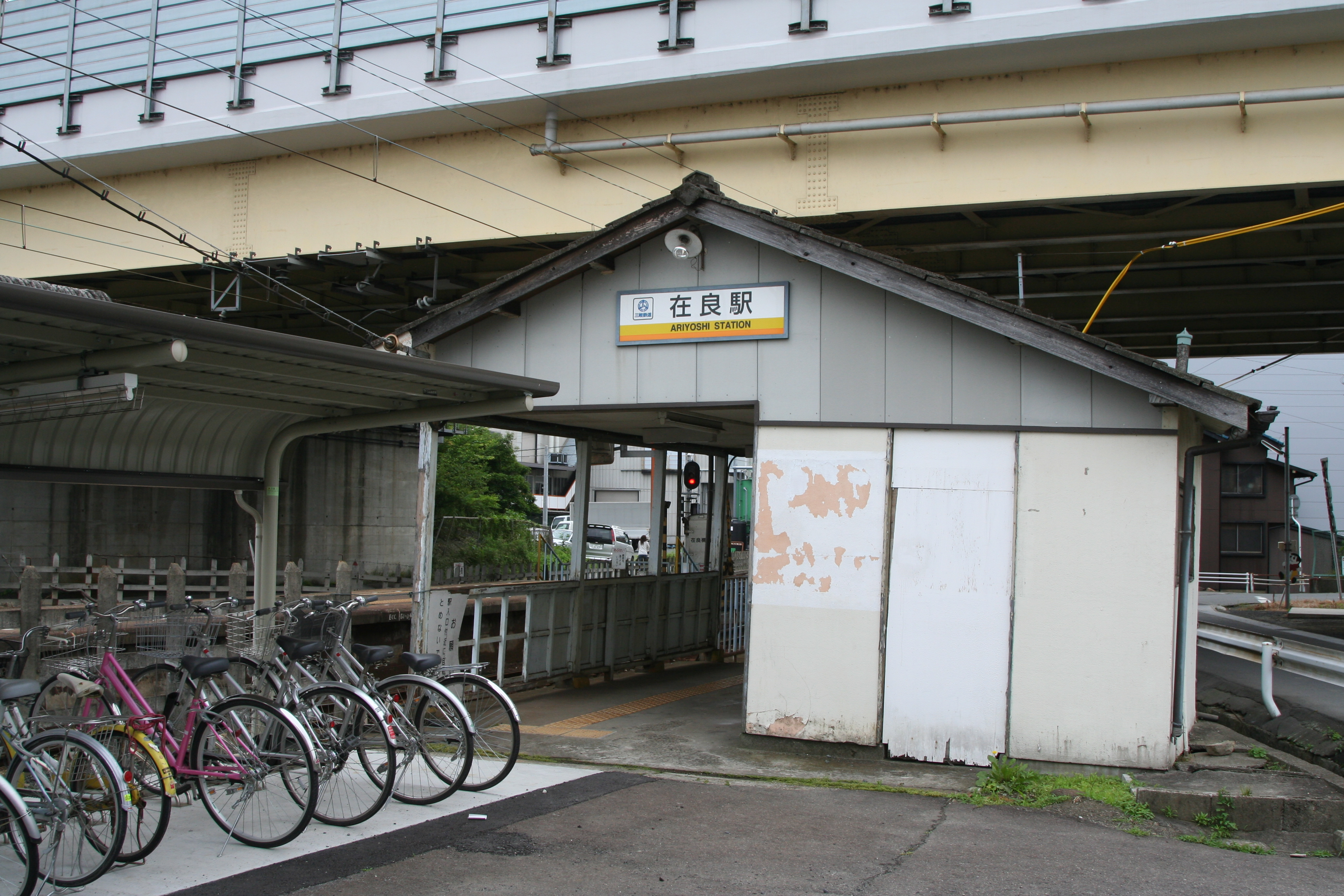
在良舊車站大樓

- 1914年（大正3年）4月5日 - 北勢鐵道車站啟用。後來才設置列車交會設備。
- 1934年（昭和9年）6月27日 - 公司名稱改變，成為北勢電氣鐵道車站[1]。
- 1944年（昭和19年）2月11日 - 公司合併，成為三重交通車站[1]。
- 1964年（昭和39年）2月1日 - 鐵路事業轉讓至三重電氣鐵道[1]。
- 1965年（昭和40年）4月1日 - 近畿日本鐵道與三重電氣鐵道合併，此站成為近鐵車站[1]。
- 1979年（昭和54年）2月1日 - 成為無人車站。
- 1982年（昭和57年）2月15日 - 撒走廁所。
- 2003年（平成15年）4月1日 - 北勢線轉讓至三岐鐵道[1]。
- 2004年（平成16年）4月17日 - 首班車起，由原來靠右進站變為靠左進站。
- 2006年（平成18年）2月28日 - 增設免費單車停泊場。
- 2006年（平成18年）12月27日 - 新建車站大樓。車站大樓內設有自動售票機、自動補票機、自動閘機。並由東員站遠端管理此站。
- 2007年（平成19年）6月28日 - 增設免費停車場。

## 車站構造
車站是一座地面車站，設有1面2線的島式月台（車站大樓一方：東員、阿下喜方向，車站大樓對面：馬道、西桑名方向）。在2006年，新建了車站大樓，大樓內設置了自動售票機等設備。

### 月台
| 月台     | 路線    | 上下行 | 方向       |
| -------- | ------- | ------ | ---------- |
| （北邊） | ■北勢線 | 上行   | 西桑名方向 |
| （南邊） | ■北勢線 | 下行   | 阿下喜方向 |

※在旅客資訊上沒有上月台編號。

## 特徴
- 此站沒有安全側線，因此上下行列車不可同時進入此站。
- 下行月台靠近西桑名一方設有站內平交道。
- 此站是無人車站，下行線月台設有閉路電視，由東員站遠端監制此站。
- 車站大樓內設有自動售票機1台、自動閘機（可讓輪椅人士使用的闊閘機1座）和自動補票機（日语：自動精算機）1台。
- 上述的自動售票機可購買普通車票、回數票。不可購買定期票。
- 廁所位於閘口內，為男女共用多用途廁所。
- 此站沒有候車室。
- 站前設有免費停車場，可容納7架私家車。也可以進行泊車轉乘。
- 站前設有停車空間，因此方便在此站進行接送。但是停車空間比起其他站較狹窄。
- 站前設有免費單車停泊場地（43架車位設有上蓋，10架車位沒有上蓋）。
- 沒有的士於此站候客。
- 此站沒有公共電話。
- 此站設有部分無障礙設施（月台樓梯部分）。

## 利用狀況
根據「三重縣統計書」，以下為1日平均乘車人次。
| 年度   | 一日平均 乘車人次 |
| ------ | ----------------- |
| 1997年 | 236               |
| 1998年 | 220               |
| 1999年 | 209               |
| 2000年 | 188               |
| 2001年 | 181               |
| 2002年 | 159               |
| 2003年 | 136               |
| 2004年 | 124               |
| 2005年 | 138               |
| 2006年 | 133               |
| 2007年 | 175               |
| 2008年 | 194               |
| 2009年 | 176               |
| 2010年 | 157               |
| 2011年 | 161               |
| 2012年 | 166               |
| 2013年 | 173               |
| 2014年 | 164               |
| 2015年 | 166               |
| 2016年 | 171               |
| 2017年 | 172               |
| 2018年 | 173               |
| 2019年 | 166               |

## 車站周邊
車站上方設有東名阪自動車道。
- 桑名在良郵局
- 國道421號（日语：国道421号）

### 巴士路線
- 桑名市社區巴士 K-巴士（日语：K-バス）
  - 西部南路線
  - 西部北路線

## 相鄰車站
三岐鐵道
■北勢線
蓮花寺－在良－星川
在2005年（平成16年）3月25日前，此站至星川站之間曾經設有坂井橋站。

## 註腳
1. 1 2 3 4 5 6  曾根悟（監修）. 朝日新聞出版分冊百科編集部（編集） , 编. . 週刊朝日百科. 26号 長良川鉄道・明知鉄道・樽見鉄道・三岐鉄道・伊勢鉄道. 朝日新聞出版. 2011-09-18: 26 （日语）.
2. ↑  三重県統計書 （页面存档备份，存于）（日語） - 三重縣